# Église Notre-Dame-et-Saint-André de Congénies
L'église Notre-Dame-et-Saint-André est une église gothique située à Congénies, dans le département français du Gard en région Occitanie.

## Dénomination
Le village de Congénies est mentionné en 1060 sous le nom de Congenias dans le cartulaire de la cathédrale de Nîmes.
L'église Sainte-Marie de Congénies est mentionnée dans le même cartulaire en 1156 sous le nom d'Ecclesia Sanctæ-Mariæ de Congeniis.
Au cours des XIXe et XXe siècles, l'église voit son appellation évoluer vers Notre-Dame de Congénies.
Actuellement, on lui associe le double vocable de Notre-Dame et Saint-André en souvenir de l'ancienne paroisse disparue de Saint-André de Congénies (mentionnée dans le cartulaire de la cathédrale de Nîmes en 1156 sous le nom d'Ecclesia Sancti-Andreæ de Congeniis).

## Historique
L'église actuelle date pour ses parties les plus anciennes des XIe siècle et XIIe, bien que l'existence d'un édifice antérieur soit fort probable comme l'atteste la présence d'une pierre gravée d'entrelacs au sein du chevet datant de l'époque carolingienne (VIIIe-Xe siècle).
L'édifice d'abord roman est intégré à un système urbanistique défensif en 1367. Forte probabilité de remaniement dans le style gothique à la toute fin du XVe) ou au début du XVIe siècle).
L'édifice sera cependant sévèrement endommagé au cours des guerres de Religion durant la seconde moitié du XVIe siècle.
À partir de 1686, l'église de Congénies est l'objet de travaux de grande ampleur menés par l'architecte Cailhau et Gabriel Dardaillon, afin d'accueillir les « nouveaux convertis », protestants convertis de force après la révocation de l'édit de Nantes en 1685. L'église est alors allongée de deux travées vers l'ouest et dotée d'une nouvelle façade occidentale qui intègre le portail de style Renaissance ou Louis XIII du temple protestant de Congénies détruit sur ordre de Louis XIV .
Propriété de la commune, l'église fait l'objet d'une inscription au titre des monuments historiques depuis le 6 décembre 1949.

## Architecture

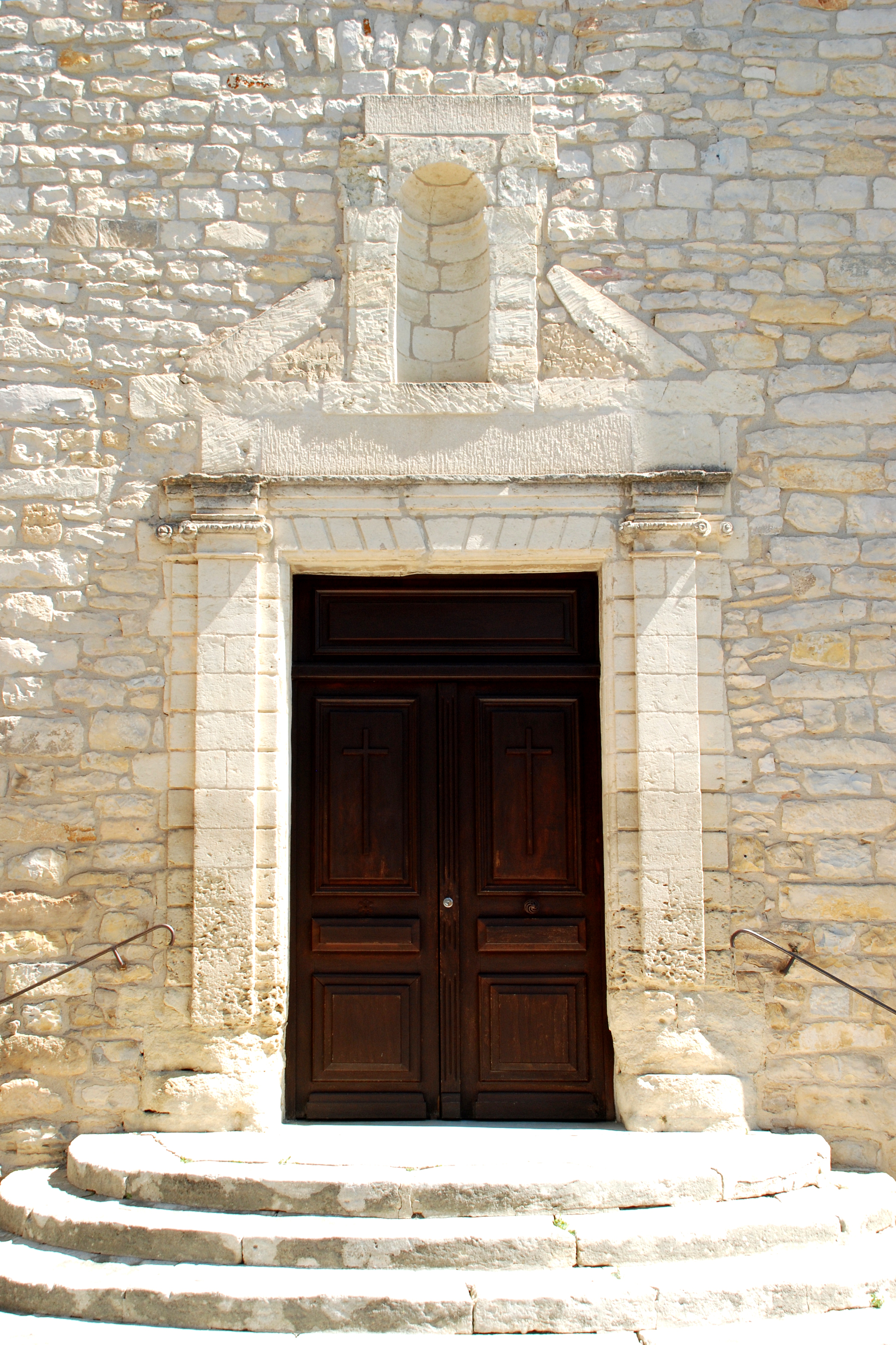
Le portail.

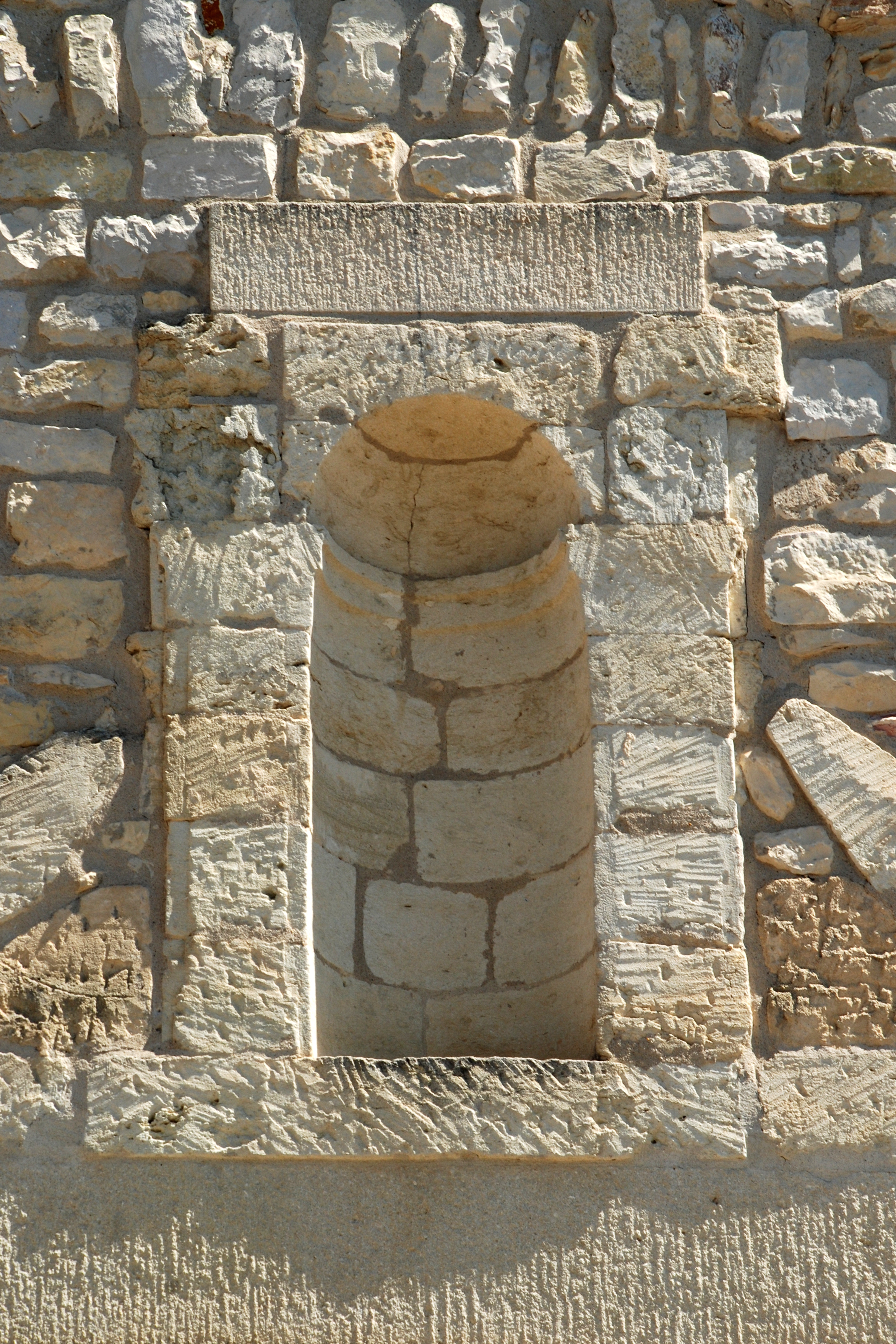
La niche qui surmonte le portail.

### La façade occidentale et le clocher
La façade occidentale, tripartite, est édifiée en moellons avec des chaînages d'angle en pierre de taille.
Elle présente un portail de style Renaissance ou Louis XIII (qui provient de l'ancien temple protestant de Congénies) précédé d'un escalier semi-circulaire à cinq degrés. Ce portail comporte un encadrement à bossages plats et lignes de refends et deux pilastres aux chapiteaux ioniques supportant un entablement massif sur lequel prend appui un fronton triangulaire interrompu par une grande niche cintrée aveugle qui devait abriter une statue  surmontée d'un puissant linteau de pierre. Au-dessus, on distingue un petit arc de décharge composé de petite pierres disposées en éventail. 
Au-dessus de ce portail, la partie supérieure de la façade est percée d'un grand oculus ou rose abritant un vitrail moderne représentant une croix de Saint André, patron du village.
Au nord, la façade est prolongée par un clocher ajouté en 1759. Ce clocher est surmonté d'un campanile en fer forgé de la même époque qui abrite la « cloche Nogaret » datant également de 1759, fondue par Jean Poutingon de Montpellier. Cette cloche est inscrite au titre des Monuments Historiques ( objets ) depuis le 12/11/2016 par la qualité de ses ornements, notamment une croix sur gradins aux extrémités  " fleurdelysées ", un médaillon représentant une très belle et expressive Vierge à l'Enfant en Majesté ou encore la présence d'un étonnant lézard moulé particulièrement réaliste. Également par le fait qu'elle parait être la seule à perpétuer le souvenir de l'illustre famille des Nogaret dans son son texte de dédicace… Son diamètre est de 85 cm pour un poids de 350 kg.

### La façade méridionale
La façade méridionale court sur 30 mètres de longueur et ressemble fort à celle voisine de l'église Saint-Saturnin de Calvisson. Elle est rythmée par cinq puissants contreforts en pierre de taille terminés par une couverture en bâtière.
La partie haute de cette façade est percée de quatre grandes fenêtres ogivales à remplages logées entre les contreforts.

### Le chevet
À l'est, l'église présente, sur un soubassement fait de gros blocs de pierre très irréguliers, un austère chevet plat à la maçonnerie de moellons assemblés en petit appareil irrégulier.
Ce chevet, cantonné de deux puissants contreforts disposés en oblique, est percé dans sa partie supérieure d'une baie cintrée murée.
On y trouve, insérée dans la maçonnerie une pierre bleutée sculptée fort ancienne, connue sous le nom d'« entrelacs quadrilobé à trois brins », qui serait peut-être d'époque carolingienne,. Cette pierre, martelée sur sa moitié droite, présente sur sa moitié gauche un entrelacs comportant quatre volutes composées de trois brins ainsi que trois petites boucles à un seul brin. 
On remarque également la trace d'un important arrachement qui pourrait correspondre à l'ancrage des anciens remparts du XIVe siècle.

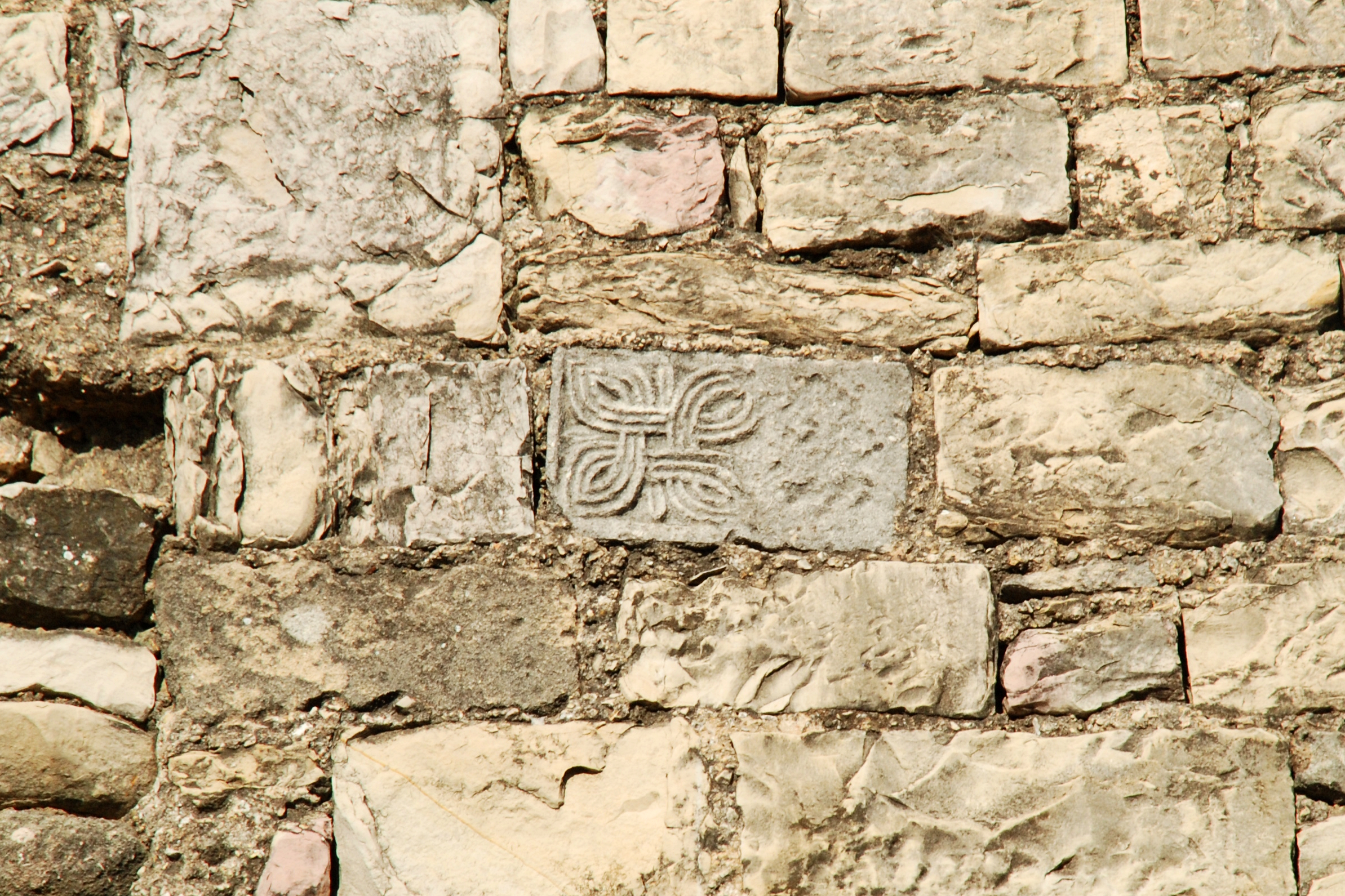
Entrelacs quadrilobé.

### La nef
La nef forme un vaisseau unique de 27 mètres de longueur pour 7 mètres de largeur. Les murs ont une épaisseur moyenne de 1,20 mètre ; parfois jusqu'à 1,50 m.  Elle est composée de cinq travées à voûtements quadripartites en arcs d'ogives dont les clefs s'élèvent à 11 mètres au-dessus du pavé.

## Les campagnes de restauration
Un manque général d'entretien des structures du monument par faute de moyens et surtout l'emploi de matériaux inadéquats et nuisibles lors de petites interventions successives tout au long du XXe siècle (tels les ciments ou bétons au niveau du sol et des soubassements) ont conduit la commune à élaborer un vaste programme de réhabilitation, de sauvegarde et par conséquent de mise en valeur de l'édifice à partir de 1995, articulé sur au moins  quatre  phases.
- Pour commencer, la toiture, très vétuste et qui n'était surtout plus étanche, a été totalement restaurée au début de l'année 2000. Sa forme complexe laisse très bien apparaître, de l'extérieur, la structure générale des voûtes sur croisée d'ogive.

- En 2003, remaniement fort contestable du chœur par la paroisse sans accord  des autorités compétentes. Ces travaux très préjudiciables d'un point de vue archéologique au sein de la partie la plus ancienne de l'édifice, inscrit aux Monuments Historiques depuis 1949, montrent, cependant, que l'information au sujet des travaux sur les monuments classés ou inscrits n'est pas assez mise en avant et expliquée aux paroissiens et aux communes en général par l'administration des Monuments historiques. À cette occasion le maître-autel du milieu du XIXe siècle fut démantelé, une bouteille en verre contenant, comme il était de coutume à cette époque,  des pièces du Second Empire et un texte de l'époque, furent récupérés par le curé sans que la commune ait pu en disposer pour l'histoire du monument…  Une stalle du milieu du XVIIIe siècle fut même découpée ! Pour finir , la sacristie a été vidée de tout son mobilier …

- La seconde tranche des travaux a débuté à l'automne 2007 pour s'achever au printemps 2008. Elle a eu pour but de s'attaquer à la façade nord de l'édifice (notamment son étanchéité au niveau du sol) dont les soubassements étaient enterrés, depuis fort longtemps, sous près de deux mètres de gravats et de terre provenant d'anciennes constructions aujourd'hui disparues et où poussaient des micocouliers, sureaux et figuiers. Les parties hautes de la façade ont été également concernées avec l'arrachage d'un figuier qui y avait trouvé son aise tout comme le lierre qui s'accrochait jusque sur le clocher. À cette occasion, un accès pour personnes à mobilité réduite a été aménagé au moyen d'une nouvelle porte latérale percée dans le mur nord de l'église grâce à ce dégagement. L'aspect intérieur de cette porte en fer a pu choquer de nombreuses personnes… Elle est pourtant parfaitement en accord avec la politique des Monuments historiques. Cette ouverture, qui n'est pas d'origine, doit être en effet la plus discrète possible pour ne pas "brouiller les pistes" quant à l'histoire du monument. Son installation intérieure, en léger retrait, va permettre ainsi la pose d'une plaque de la couleur du mur afin de la dissimuler au maximum. On regrettera cependant que ce nouvel accès ai fait l'objet d'un bétonnage en règle du sol nord, empêchant l'eau contenue dans le sol de s'évaporer naturellement en la contraignant à renforcer les remontées par capillarités au sein des murs. Sur un autre domaine, les vitraux du milieu du XIXe siècle, sur la façade sud ainsi que la rose ouest, ont été déposés et ont bénéficié d'une restauration complète par l'atelier de Patrick Bulard. Au moment de leur réinstallation, ils sont dorénavant protégés des agressions extérieures par la pose de grandes baies en matière plastique anti-UV incolores à armature de fer. Les quatre baies géminées au sud de style gothique, les accueillant, dont les structures en pierre (remplages), trop abimées après examen, ont dû être en grande partie restituées d'après les modèles originaux et remplacées par le tailleur de pierre Serge Rousselet. La rose ouest, quant à elle, n'était pas un vitrail. Représentant la croix de saint André, ses verres colorés, pour la plupart cassés, étaient sertis dans un encadrement de bois fort dégradé par les outrages du temps depuis sa pose vers 1860. Cet ensemble a fait l'objet d'une restitution complète, ou plutôt la création d'un « vrai vitrail », de la part du maître verrier Patrick Bulard. Celui-ci a repris le motif déjà existant tout en l'adaptant de façon un peu plus moderne et stylisé avec des extrémités « évasées » qui rappellent, de manière symbolique, le martyre de saint André sur la Croix, dans des coloris délicats en accord avec les vitraux déjà existants, notamment ceux présentant des grisailles et des orangés au sein des deux baies les plus à l'ouest.

- La troisième phase, à l'automne 2016, sous la direction de l'architecte des Monuments Historiques, Antoine Bruguerolle, a concerné la restauration du clocher (restitution du cadran d'horloge du XVIIIe siècle en pierre de taille, du cadran solaire sud, redressement du campanile en fer forgé et mise hors d'eau de la terrasse).

- La dernière phase de ce chantier concernera la partie sans aucun doute la plus délicate : la restauration de l'intérieur de la nef. Celle-ci comporte de nombreux restes de peintures murales dont l'avenir est à ce jour fort incertain… Certes, ces éléments sont très dégradés mais ils ont le mérite de couvrir trois étapes fondamentales dans la compréhension historique et pédagogique des aménagements successifs de l'édifice : XVe ou XVIe siècle pour une littre funéraire, XVIIe-XVIIIe et XIXe siècles pour un décor de "style baroque" pour un décor de style néo-gothique. Il est bien évident que des actions lourdes et fastidieuses, forcément très longues et onéreuses en cas de conservations ou restaurations éventuelles de certaines parties, seraient à mener pour envisager, ne serait-ce, qu'un relevé cartographié partiel de ces peintures afin d'en conserver, au moins, la trace historique précieuse… Une dernière étape, dont la date est encore à préciser… Les études et diagnostics préalables devraient avoir lieu au cours des années 2020. Des polémiques quant aux choix définitifs se feront certainement jour mais le débat mérite justement d'être ouvert afin d'éviter toute forme de précipitation toujours très dommageable dans ces types d'entreprises… Cette phase pourrait se dérouler en plusieurs tranches sous la conduite souhaitable d'un architecte des Monuments Historiques.

À cette occasion, l'ancienne baie de l'abside à l'est, obstruée depuis fort longtemps, donnant au-dessus du chœur, pourrait être rouverte si elle ne compromet pas la stabilité de la voûte (élément qui a pu motiver sa fermeture).
- Comme mentionné plus haut, le clocher va devoir prochainement faire l'objet de sérieux travaux de mise en sécurité. La terrasse et les escaliers souffrent d'importantes infiltrations des eaux de pluie qui abîment considérablement les pierres, ce qui a eu pour conséquence de fragiliser la structure même du campanile très corrodée et vrillée, lequel devra être, en plus, équipé d'un indispensable paratonnerre. Le cadran d'horloge, très disgracieux, installé en 1957 a été déposé en février 2014 pour des raisons de sécurité. L'ensemble a été totalement restauré en 2016.